# Beatdown hardcore

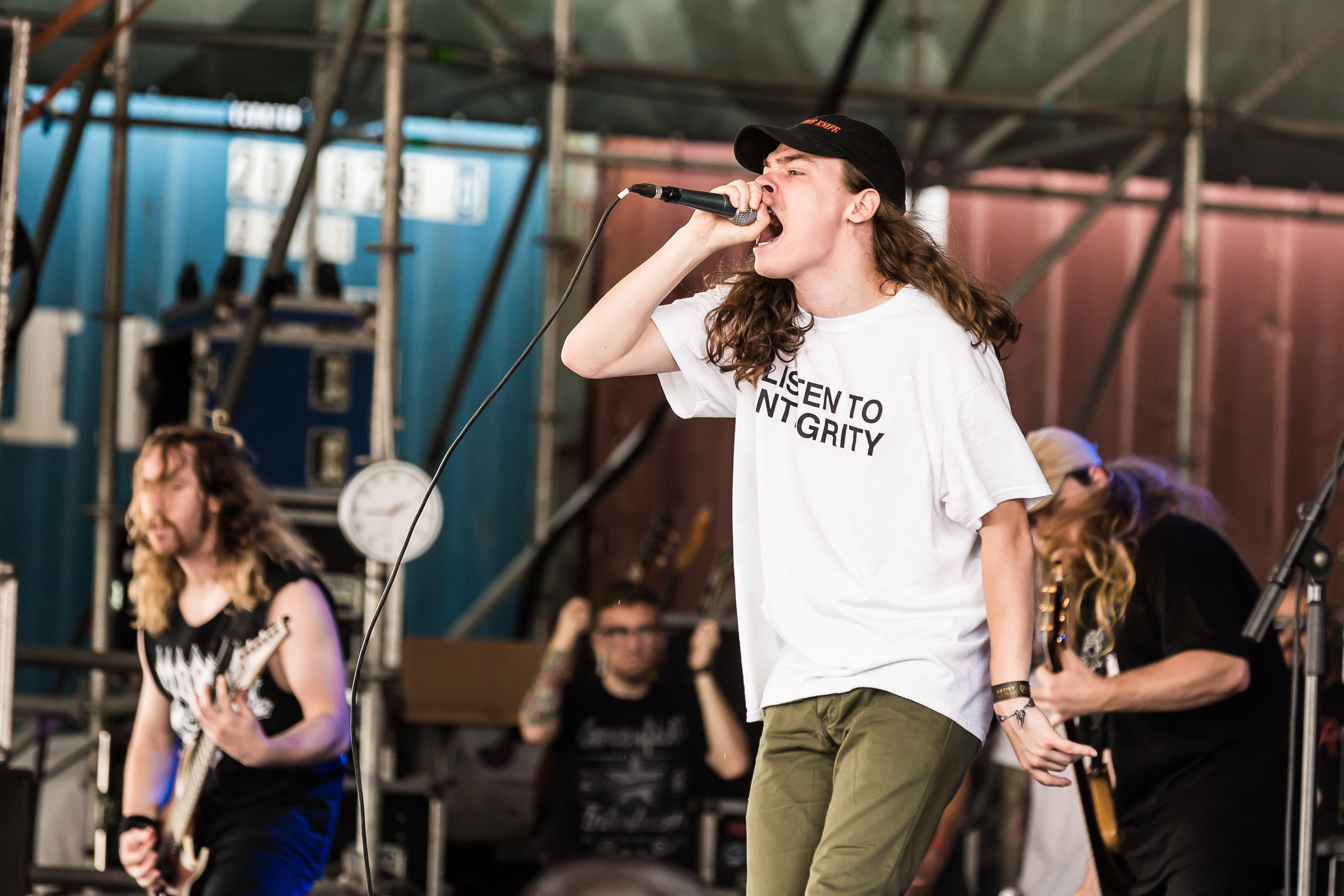
Bryan Garris (Vocalista de la banda "Knocked Loose") en stage.

El beatdown hardcore es una evolución más pesada y metálica del hardcore punk. Este estilo incluye voces agresivas, guitarras potentes en afinaciones graves y un uso prominente de breakdowns. Está concebido con la intención deliberada de provocar un "baile" saltarín (mosh, pogo, slam, stage diving) y la total inclusión de la colectividad en lo que se está viendo en vivo. El género, también es denominado hardcore metal, tough-guy hardcore, mosh-core, new school hardcore, heavy hardcore, brutal hardcore o, simplemente, beatdown.

## Características
El beatdown hardcore posee características del thrash metal, por la forma rítmica de algunas partes estructurales de las canciones, pero permanece conectado a sus raíces, que están fundadas en el hardcore tradicional. La forma de cantar varia dependiendo entre cada estilo particular de las bandas; algunos vocalistas usan voces hardcore, mientras que otros usan un registro gutural cercano al de ciertos subgéneros del metal extremo. En cuanto a la composición rítmica tiene, mayormente, la base en el hardcore punk. El beatdown hardcore podría ser confundido con el metalcore, pues comparten algunas características; sin embargo, el primero es una versión del hardcore punk con un sonido más pesado, mientras que, el segundo es un género de fusión (hardcore con  metal extremo).

## Historia

### Inicios (A finales de los años 80s, principios, a mediados y a finales de los años 90s)
Sus inicios, se remontan a finales de los años 80s, principios, a mediados y a finales de los 90s, en la escena hardcore de Nueva York, con bandas como Judge, Killing Time, Sheer Terror, Maximum Penalty, Sick of It All, Breakdown, Neglect, Denied, Terror Zone, Biohazard,  Madball, 25 ta Life y Bulldoze, estos últimos son atribuidos como los creadores del término beatdown hardcore. Además, bandas como Hatebreed, Next Step Up, Confusion, Blood for Blood y Grimlock fueron bastante influencia para el desarrollo del género.

### Actualidad
La popularidad musical comenzó a subir en la primera década, con bandas como Terror, Death Before Dishonor, First Blood y Shattered Realm entre otras y a su vez, se comenzó a mezclar con elementos más cercanos al brutal death metal, slam death metal, metalcore, y deathcore. Bandas como Blood By Dayz, Six ft dich, Surge of fury, Slamcoke, Bun Dem Out, Nasty, CDC, Cunthunt 777, 45 stainless y No Zodiac podrían ser claros ejemplos del auge.
También, comenzó una difusión fuera de Estados Unidos, en especial en Europa, países como Rusia, Francia, Reino Unido (del que destaca la banda Desolated), Alemania, Bélgica, e Italia (Aunque también en países como Indonesia). Latinoamérica, tampoco quedó exenta, bandas como Terror Back Down, Consecuencias, De$troyer, Hate In Front, Reach The Sun y Da Crown comenzaron r popularidad mundial "underground", gracias al apoyo y la difusión entre las bandas, traspasando continentes.

## Bandas populares del género
- Sick of It All
- Terror
- Hatebreed
- Madball
- Deez Nuts
- Throwdown